# Reialmont
Reialmont (en francès Réalmont) és un municipi francès situat al departament del Tarn i a la regió d'Occitània.

## Demografia
| 1962                                       | 1968  | 1975  | 1982  | 1990  | 1999  | 2006  |
| ------------------------------------------ | ----- | ----- | ----- | ----- | ----- | ----- |
| 2.362                                      | 2.505 | 2.618 | 2.538 | 2.631 | 2.850 | 3.179 |
| Des de 1962: població sense dobles comptes |       |       |       |       |       |       |

## Administració
| Període | Identitat       | Partit        |
| ------- | --------------- | ------------- |
| 2005-   | Humbert Bernard | Divers droite |

## Personatges il·lustres
- Loïsa Paulin (1888-1944), escriptora occitana.